# 김익진 (법조인)
김익진(金翼鎭, 1896년 8월 9일~1970년 9월 17일)은 일제강점기와 대한민국의 법조인이다. 제2대 검찰총장이다.

## 학력
- 경성전수학교 법학 학사

## 경력
- 평양지방법원 판사
- 대한민국 대법관
- 제2대 검찰총장
- 서울고등검찰청 검사장

## 가족 관계
- 아버지: 김일규
  - 장남: 김증한 - 법조인, 문교부 차관
  - 차남: 김창한 - 법조인, 서울대학교 교수
  - 삼남: 김흥한 - 법조인, 로펌 김장리 창업주